# 土田武史
土田 武史（つちだ たけし、1943年4月3日 - ）は、日本の商学者。学位は、商学博士。早稲田大学商学部教授。秋田県横手市出身。

## 略歴
- 秋田県立横手高等学校卒業
- 早稲田大学政治経済学部卒業、同大学院経済学研究科修士課程修了
- 日本労働協会（社）産業労働研究所研究員
- 国士舘大学政経学部教授
- 中央社会保険医療協議会 会長

## 専攻
- 社会保障論
- 企業福祉論

## 主な著書
- 『ドイツ医療保険制度の成立』（勁草書房）
- 『社会保障概説・第4版』（共著、光生館）
- 『世界の社会保障4・ドイツ』（共著、東大出版会）

等 